# Flat Holm
Flat Holm (en anglais) ou Ynys Echni (en gallois) est une île galloise située dans le canal de Bristol. L'île a une superficie de 35 ha pour un diamètre d'environ 620 mètres. Le plus haut point de l'île est à 32 m au-dessus du niveau de la mer. L'île est rattaché à la cité de Cardiff et constitue le point le plus méridional du pays de Galles.
Elle est classée site d'intérêt scientifique particulier, réserve naturelle et zone de protection spéciale. Le phare de Flat Holm y est érigé.

## Première communication sans fil en haute mer

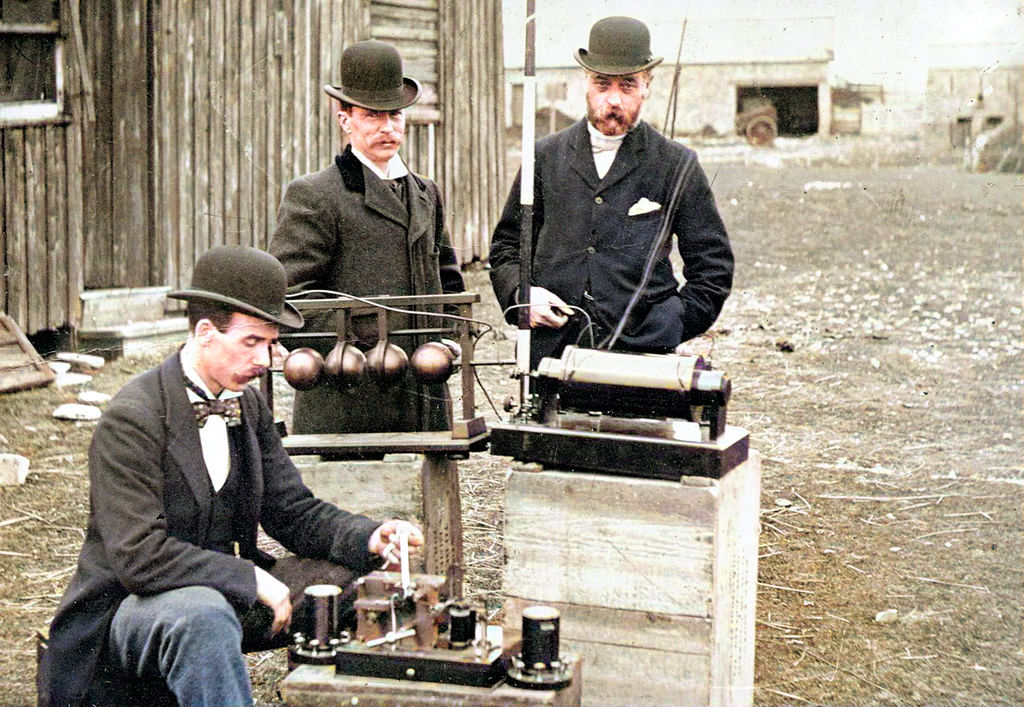
13 mai 1897

Le 13 mai 1897, l'inventeur italien Guglielmo Marconi, âgé de 22 ans et assisté de l'ingénieur de la poste de Cardiff George Kemp, transmet les premiers signaux sans fil en haute mer de Flat Holm à Lavernock Point près de Penarth, au pays de Galles. N'ayant pas réussi à intéresser le gouvernement italien à son projet, Marconi avait apporté son système de télégraphie en Grande-Bretagne. Il y rencontre le Gallois William Preece, alors ingénieur en chef du General Post Office et figure majeure dans le domaine. Marconi et Preece érigèrent un haut mât d'émission 34 m sur Flat Holm ainsi qu'un mât de réception 30 m à Lavernock Point. Les premiers essais, les 11 et 12 mai, échouent. Le 13 mai, le mât de Lavernock fut porté à 50 m et les signaux furent reçus clairement. Le message envoyé en code Morse était « Are you ready » ; le bordereau morse original, signé par Marconi et Kemp, se trouve maintenant au National Museum of Wales.
L'île est à nouveau entrée dans l'histoire de la communication le 8 octobre 2002, en devenant l'une des premières régions du Sud du pays de Galles à se connecter à Internet grâce à une connexion sans fil déployée par le conseil municipal de Cardiff dans le cadre du projet Flat Holm. La connexion est utilisée pour l'Internet, l'accès au réseau de données du Conseil de Cardiff et la téléphonie VOIP. Le consultant en communication du Conseil de Cardiff, Spencer Pearson, a passé le premier appel téléphonique depuis l'île 108 ans après les transmissions sans fil du pionnier Marconi.